# Brasão de armas do Malawi

Brasão de armas do Malawi

O brasão de armas do Malawi baseia-se no brasão da Niassalândia. O escudo é suportado por um leão à direita e um leopardo à esquerda. No listel em baixo, lê-se: "Unidade e Liberdade".